# Niños Héroes-Poder Judicial CDMX (estación)
Niños Héroes-Poder Judicial CDMX es una de las estaciones que forman parte del Metro de la Ciudad de México, perteneciente a la Línea 3. Se ubica en el centro de la Ciudad de México, en la alcaldía Cuauhtémoc.

## Información general
Recibe su nombre por estar situada en la Av. Niños Héroes y esta hace referencia a los llamados Niños Héroes de Chapultepec, que lucharon en la Batalla de Chapultepec el 13 de septiembre de 1847 durante los acontecimientos de la Guerra de Intervención Estadounidense, así como por encontrarse cerca de la Ciudad Judicial de la Ciudad de México. El símbolo de la estación es un kepi que recuerda el utilizado por los Niños Héroes de Chapultepec rodeada por una corona de olivo y en la parte inferior derecha, un círculo con atributos de la justicia, y las letras "PJ" haciendo alusión a las siglas del Poder Judicial de la Ciudad de México.
El lunes 26 de agosto de 2019 comenzó el cambio de nombre en andenes, así como el cambio en el icono de la estación.

## Conectividad

### Salidas
- Nororiente: Avenida Niños Héroes y Calle Dr. Velasco, Colonia Doctores.
- Suroriente: Avenida Niños Héroes y Calle Dr. Velasco, Colonia Doctores.
- Norponiente: Avenida Niños Héroes y Calle Dr. Velasco, Colonia Doctores
- Surponiente: Avenida Niños Héroes y Calle Dr. Velasco, Colonia Doctores.

## Afluencia
La siguiente tabla muestra la afluencia de la estación en los últimos 10 años:
| Afluencia Anual de Pasajeros | Afluencia Anual de Pasajeros | Afluencia Anual de Pasajeros | Afluencia Anual de Pasajeros | Afluencia Anual de Pasajeros | Afluencia Anual de Pasajeros |
| ---------------------------- | ---------------------------- | ---------------------------- | ---------------------------- | ---------------------------- | ---------------------------- |
| Año                          | Afluencia                    | A Diario                     | Ranking                      | Incremento                   | Ref.                         |
| 2023                         | 6,160,152                    | 16,877                       | 73°/195                      | +14.35%                      | [ 2 ]                        |
| 2022                         | 5,386,943                    | 14,758                       | 79°/195                      | +48.55%                      | [ 2 ]                        |
| 2021                         | 3,626,376                    | 9,935                        | 85°/195                      | -11.88%                      | [ 3 ]                        |
| 2020                         | 4,115,204                    | 11,243                       | 88°/195                      | -47.68%                      | [ 4 ]                        |
| 2019                         | 7,865,930                    | 21,550                       | 80°/195                      | +1.66%                       | [ 5 ]                        |
| 2018                         | 7,737,171                    | 21,197                       | 84°/195                      | +8.70%                       | [ 6 ]                        |
| 2017                         | 7,118,081                    | 19,501                       | 89°/195                      | +1.55%                       | [ 7 ]                        |
| 2016                         | 7,009,591                    | 19,151                       | 91°/195                      | +1.62%                       | [ 8 ]                        |
| 2015                         | 6,897,969                    | 18,898                       | 94°/195                      | +0.26%                       | [ 9 ]                        |
| 2014                         | 6,880,404                    | 18,850                       | 97°/195                      | -1.48%                       | [ 10 ]                       |